# Луций Юлий Ромул
Луций Юлий Ромул (на латински: Lucius Iulius Romulus) e политик и сенатор на Римската империя през 2 век.
През 152 г. Юлий Ромул e суфектконсул заедно с Гай Новий Приск.